# 偶奇性

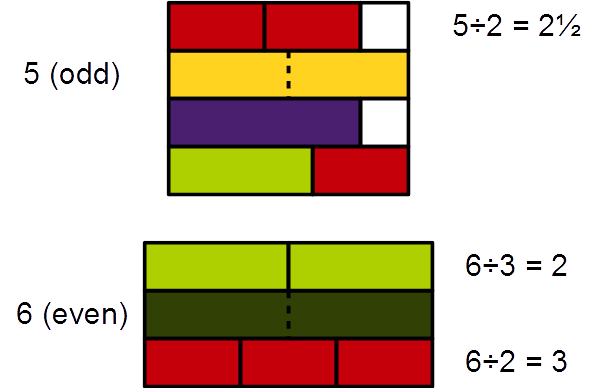
クイゼネールロッドを用いた自然数の偶奇性の視覚的表現;
奇(odd)である5（黄色）は同じ長さ（同色）の2つの棒で均等に分割する事が出来ないが、
偶(even)である6（深緑色）は2本の3（若草色）にて均等に分割出来る。

数学における偶奇性（ぐうきせい、英: parity; パリティ）とは、ある対象を偶（ぐう、英: even）と奇（き、英: odd）の二属性のいずれか一方に排することである。
しばしば、ふたつ（以上）の対象に対して、それらの偶奇性が一致しないことを以って、それらが相異なるということの理由付けとするというような議論に用いられる場合がある。
同様の性質を示す概念に「正負」があるが、正負には（しばしば特異なものを表す）零（0）をあわせた三属性とする場合もある。

## 偶数と奇数

### 定義
偶奇性の定義される最も基本的な対象は整数であり、2で割り切れるものを偶数、2で割り切れないものを奇数と呼ぶ。しばしば、「0は偶数か」というような形式の疑問が持たれることがあるが、それはその文脈で全体として想定している数の範囲が自然数全体であるか整数全体であるかということに完全に依存している。
すなわち、自然数の範囲内で考えるならば
偶数全体の成す集合 = {偶数} = {2, 4, 6, ...} = {2n | n は自然数} = 2N
奇数全体の成す集合 = {奇数} = {1, 3, 5, ...} = {2n + 1 | n は 0 または自然数} = 2N0 + 1
であり、整数の範囲内で考えるならば
偶数全体の成す集合 = {偶数} = {..., −6, −4, −2, 0, 2, 4, 6, ...} = {2n | n は整数} = 2Z
奇数全体の成す集合 = {奇数} = {..., −5, −3, −1, 1, 3, 5, ...} = {2n + 1 | n は整数} = 2Z+1
などと表せる。
ここで、慣習に従い自然数の全体を N, 整数の全体を Z で表した。また、自然数には 0 を含めないものとし、0 および自然数をあわせた全体を N0 で表している。

### 偶奇性の算術
偶数や奇数に対して四則を施したものがどのような偶奇性を示すかということは、いくつか簡単な法則にまとめることができる。
偶数 ± 偶数 = 偶数
偶数 ± 奇数 = 奇数
奇数 ± 奇数 = 偶数
偶数 × 偶数 = 偶数
偶数 × 奇数 = 偶数
奇数 × 奇数 = 奇数
このことは、整数 Z の 2 を法とする剰余類環 Z/2Z = {0, 1} における算術として
| + | 0 | 1 |
| - | - | - |
| 0 | 0 | 1 |
| 1 | 1 | 0 |

| × | 0 | 1 |
| - | - | - |
| 0 | 0 | 0 |
| 1 | 0 | 1 |

というような形に表すこともできる。また、(−1)偶数 = 1, (−1)奇数 = −1 であり、加法、乗法、0, 1 をそれぞれ乗法、冪乗、1, −1 で置き換えることで同じ代数系の別の表示を得ることもできる。

## その他の概念の偶奇性
- 偶函数と奇函数: 引数の符号反転に応じて函数の値に 1 = (−1)偶数 または −1 = (−1)奇数 が掛かるような函数はそれぞれ偶函数または奇函数と呼ばれる。全ての函数に対して偶奇性が定義されるわけではないが、任意の函数は標準的な方法で奇函数成分と偶函数成分を取り出してそれらの和に分解することができる。偶でも奇でもない函数が多数存在する一方、常に 0 に値をとる零函数は偶かつ奇であるような唯一の函数である。
- 置換の偶奇性: 置換を互換の積として表したときの、互換の数が偶数であるか奇数であるかに従って、置換の偶奇性が決定される。置換を互換の積に分解したとき、互換の個数は一意的には決まらないが、偶数個の置換の積に表された置換が同時に奇数個の置換の積に表されることはなく、逆もまた然りであるので、この方法で置換に意味のある偶奇性を定義することができる。